# 保安右卫
保安右卫，明永乐十五年（1417年）置，治所在顺圣川（即今河北省阳原县东北东城镇）。十七年徙治西沙城（即今河北省怀安县东南西沙城）。二十年又徙治怀安卫城内（即今怀安县东南怀安城）。清顺治七年（1650年）省入怀来卫。